# Sierra Nevada de Lagunas Bravas
Sierra Nevada de Lagunas Bravas – kompleks wulkaniczny leżący na granicy argentyńsko-chilijskiej. Cały zespół wulkaniczny zajmuje powierzchnię 225 km². Powstał w plejstocenie i holocenie.
Pierwszego odnotowanego wejścia na najwyższy szczyt o tej samej nazwie dokonali: Robert Ayers, Tony Brake, Paul Doherty i Paul Morgan 12 grudnia 2000 r.